# Herbert E. Colla
Herbert E. Colla (* 18. Januar 1941 in Koblenz; † 24. August 2017) war ein seit 2009 emeritierter Professor für Sozialpädagogik der Leuphana Universität Lüneburg. Er war Teil eines Netzwerkes, in dem sexualisierte Gewalt gegen Kinder und Jugendliche legitimiert und verdeckt wurde.

## Leben und Wirken
Colla studierte Pädagogik, Psychologie und Psychiatrie in Göttingen. Während seiner Studienzeit, in die auch die von Heinrich Roth ausgerufene „realistische Wendung“ der Erziehungswissenschaften fällt, arbeitete Colla unter anderen mit Martin Bonhoeffer als Betreuer der Jugendschutzstätte „Haus auf der Hufe“, einer Einrichtung, die sich seit 1961 als Alternative zur herkömmlichen Heimerziehung etablierte. Nach Abschluss des Studiums wechselte Colla als Assistent von Andreas Flitner nach Tübingen. 1973 promovierte er mit einer theoretischen Abhandlung über sozialpädagogische Beziehungsarbeit bei Flitner und Hans Thiersch. Aus der Promotion ging auch die Veröffentlichung „Der Fall Frank“ hervor, in der Colla eine intensive pädagogische Beziehung zu einem Besucher der Jugendschutzstätte in Göttingen analysiert. Im Anschluss wechselte Colla 1974 an die Pädagogische Hochschule Lüneburg, wo er den universitären Studiengang Sozialpädagogik etablierte und zeitweise als Dekan leitete.
Für die Zeit vom Herbst 1968 bis zum Sommer 1974 in Tübingen wird Colla im Jahr 1975 bescheinigt, sich „in besonderer Weise gefährdeter oder straffälliger Kinder und Jugendlicher angenommen“ zu haben. Colla habe Beratungen durchgeführt, Erziehungsbeistandschaften und Bewährungsfälle von Kindern und Jugendlichen übernommen, die er in seine Wohnung aufgenommen habe.

### Forschungsinhalte
Collas Forschungsinteressen umfassten die stationäre Unterbringung Jugendlicher, aber auch die Alternativen zu dieser, das Pflegekinderwesen in Deutschland und international, jugendliches Risikoverhalten, insbesondere Suizidalität. In jüngerer Zeit, insbesondere in Folge seiner Mitarbeit als Sachverständiger in der Enquete-Kommission des Bundestages zum Demografischen Wandel 2002, auch die Auseinandersetzung der Sozialpädagogik mit Sterben und Tod im Kontext der Hospizbewegung. Seine Lehrschwerpunkte sind die Sozial- und Ideengeschichte der Sozialpädagogik, ihre Kasuistik, sowie die Praxisfelder Heimerziehung und (Kinder- und Jugend-)Psychiatrie. 
Seine theoretischen Überlegungen verarbeiten einen breiten theoretischen Einflussbereich umgrenzt von klassischen Pädagogen wie Johann Heinrich Pestalozzi oder Herman Nohl, der u. a. mit Collas Überlegungen eine kritische Wiederentdeckung in der Sozialpädagogik erfährt. Er verarbeitet allerdings auch, im Sinne der Interdisziplinarität der Sozialpädagogik, Überlegungen aus angrenzenden Disziplinen wie die Überlegungen Erving Goffmans zu „totalen Institutionen“, Siegfried Bernfelds und Bruno Bettelheims zum „therapeutischen Milieu“, aber auch lerntheoretische Überlegungen wie sie in den Glen Mills Schools umgesetzt werden. Grundsätzlich sind Collas Arbeiten innerhalb einer subjektorientierten Sozialpädagogik einzuordnen.

## Späteres Schaffen
Seit seiner Emeritierung im März 2009 nahm Colla Lehraufträge der Leuphana Universität Lüneburg, der Friedrich-Schiller-Universität Jena, der BA Breitenbrunn und der HAW Hamburg wahr. 
Er war Mitglied zahlreicher Gremien und Kommissionen, so zum Beispiel der Enquete-Kommission der Bundesregierung zum Demographischen Wandel.

## Vorwürfe der sexualisierten Gewalt gegen Kinder und Jugendliche
Im Zusammenhang mit dem „Kentler-Experiment“, bei dem von der These ausgegangen wurde, dass nur „Pädophile [...] schwer erziehbare Kinder lieben“ könnten und deswegen Jungen vom Straßenstrich am Bahnhof Zoo in West-Berlin in die Obhut von Pflegevätern vermittelt wurden, steht im Abschlussbericht der Universität Hildesheim: „Gegenwärtig als belegt festgehalten werden kann, dass Gerold Becker, Herbert E. Colla-Müller und Helmut Kentler sexualisierte Gewalt ausgeübt haben.“ In einer Studie der Uni Hildesheim, die am 23. Februar 2024 vorgestellt wurde, wird Colla-Müller als zentraler Akteur beschrieben, der ein pädophiles Netzwerk zwischen Göttingen, Hannover und Lüneburg nicht nur erhalten, sondern erweitert habe. Akten belegen der Studie zufolge, dass der Professor in Kooperation mit dem Landesjugendamt West-Berlin im Rahmen der „Freiwilligen Erziehungshilfe“ ab 1975 in Adendorf bei Lüneburg eine „Sonderpflegestelle“ betrieben hatte, in der er nacheinander mehrere männliche Jugendliche bei sich zu Hause aufgenommen und missbraucht habe.

## Schriften (Auswahl)
- Der Fall Frank, München, 1973
- Heimerziehung. Stationäre Modelle und Alternativen, München, 1981
- (mit Wolfgang Ramb): Menschliche Würde in der Lebensphase natürlicher Abhängigkeit - jugendpsychiatrische und sozialpädagogische Aspekte. In: Borsi, H.G. (Hrsg.): Die Würde des Menschen im psychiatrischen Alltag, 1989
- Personale Dimension des (sozial-)pädagogischen Könnens - Der Pädagogische Bezug. In: Colla, H.E. et al. Handbuch Heimerziehung und Pflegekinderwesen in Europa, 1999
- Glen Mills Schools - A private out-of-state residential facility. In: Deutsches Jugendinstitut e.V.: Die Glen Mills Schools, Pennsylvania, USA. Ein Modell zwischen Schule, Kinder- und Jugendhilfe und Justiz? Eine Expertise, 2002
- Suizid. In: Thiersch, H./Otto, H.U. Handbuch Soziale Arbeit, 3. Auflage, 2005
- Tod und Hospizarbeit. In: Thiersch, H./Otto, H.U. Handbuch Soziale Arbeit, 4. Auflage, 2011

als Herausgeber
- (mit Thomas Gabriel, Spencer Milham, Stefan Müller-Teusler und Michael Winkler): Handbuch Heimerziehung und Pflegekinderwesen in Europa/Handbook Residential and Foster Care in Europe, 1999
- (mit Gerald Knapp und Josef Scheipl): Jugendwohlfahrt in Bewegung. Reformansätze in Österreich, 2001
- (mit Christian Scholz und Jens Weidner): Konfrontative Pädagogik. Das Glen-Mills Experiment, 2001
- (mit Werner Faulstich): Panta Rhei. Beiträge zum Begriff und zur Theorie der Geschichte, 2008
- (mit Kathrin Blaha, Christine Meyer, Stefan Müller-Teusler): Die Person als Organon in der Sozialen Arbeit, 2013